# Cao Buxing
En aquest nom xinès, el cognom és Cao.
Cao Buxing va ser un pintor de l'estat de Wu Oriental durant el període dels Tres Regnes de la història xinesa. Ell va viure a Wuxing (en l'actualitat Zhejiang). El seu nom és de vegades escrit com Cao Fuxing (曹弗興). Ell excel·lí en la pintura de dracs, tigres i figures humanes.